# Beethoven Virus
Beethoven Virus (hangul: 베토벤 바이러스; rr: Betoben Baireoseu) é uma série de televisão sul-coreana de 2008 estrelada por Kim Myung-min, Lee Ji-ah e Jang Keun-suk. A série chamou a atenção por ser o primeiro drama coreano a retratar a vida de músicos clássicos, uma orquestra e pessoas comuns que sonham em se tornar músicos. Foi ao ar na MBC de 10 de setembro a 12 de novembro de 2008, às quartas e quintas-feiras às 21h55, totalizando 18 episódios.

## Sinopse
Kang Gun-woo (ou Kang Mae) é um maestro de orquestra de fama mundial que é perfeccionista em seu trabalho. Kang não é uma pessoa fácil de trabalhar e é temido por todos os seus colegas. Coincidentemente, ele conhece Du Ru-mi, uma violinista, e Kang Gun-woo, um jovem policial que também é um gênio musical, possuindo grande aptidão na área, mesmo não tendo treinamento formal. Logo os três criam triângulo amoroso enquanto Kang Mae tenta salvar uma orquestra local.

## Elenco

### Principal
- Kim Myung-min como Kang Gun-woo/Kang Mae (Maestro)

Kang Gun-woo é um maestro de orquestra, um homem solteiro de quarenta anos que vive com um cachorro chamado Toven (em homenagem a Beethoven). Ele é muito talentoso e famoso por suas excelentes habilidades musicais. O maestro Kang acredita que a música clássica é para a nobreza e que, para tocar clássicos nobres, o talento dos músicos deve ser extraordinário. Por acreditar nisso, ele insulta muitos músicos que não alcançam sua perfeição. No entanto, ele demonstrou ciúmes e ódio no passado por aqueles que são naturalmente talentosos ou por aqueles que são prodígios na música, como o Maestro Jung. Ele também mostrou que odiava o trompetista Kang Gun-woo por ser um gênio no começo do drama.
- Lee Ji-ah como Du Ru-mi (violino)

Du Ru-mi é uma violinista de orquestra. Apesar de sua aparência delicada, ela é, na verdade, temperamental, rabugenta e otimista em relação a tudo. Suas dores de cabeça e zumbido são sintomas de um tumor que está afetando seu nervo coclear, talvez um neuroma acústico, que acabará causando perda auditiva completa. Agora, ela tem o objetivo principal de continuar tocando violino e se apresentando no palco até perder completamente a audição.
- Jang Keun-suk como Kang Gun-woo (trompete)

Kang Gun-woo é um policial de trânsito com um forte senso de justiça. Para ajudar uma mulher grávida a chegar ao hospital, ele move um carro batendo-o em outro, o que o faz ficar suspenso de sua posição. Embora não saiba ler partituras, ele tem um talento natural para tocar trompete e para a música em si. A orquestra à qual ele se junta por recomendação de Ru-mi lhe dá a oportunidade de abrir seus olhos e ouvidos para a música e a regência.

### De apoio
- Lee Soon-jae como Kim Gab-yong (oboé)
- Hyun Jyu-ni como Ha Yi-deun (flauta)
- Song Ok-sook como Jung Hee-yeon (violoncelo)
- Park Chul-min como Bae Yong-gi (trompete)
- Jung Suk-yong como Park Hyuk-kwon (contrabaixo)
- Lee Bong-gyu como Park Jin-man, marido de Hee-yeon
- Kim Young-min como Jung Myung-hwan
- Jo Se-eun como Kim Joo-yeon (violino)
- Park Eun-joo como Kim Joo-hee (violino)
- Lee Jae-hui como Hong Joon-gi (clarinete)
- Lee Myung-ho como Kwon Joong-jin (trompa)
- Lee Han-wi como Kang Chun-bae
- Park Kil-soo como Kim Kye-jang
- Hwang Young-hee como Hwang Young-hee, esposa de Hyuk-kwon
- Baek Jae-jin como Joo Hyeon-cheol, líder dos refugiados das enchentes
- Kim Ik como médico (ep 10)
- Ryu Ui-hyun

## Produção
Numa coletiva de imprensa do drama antes da exibição oficial da série, Kim Myung-min, que interpreta Kang, o talentoso, mas difícil maestro, na verdade conduziu o Oboé de Gabriel, de Ennio Morricone, e as Danças Húngaras, de Johannes Brahms, com uma orquestra completa na frente de repórteres e fãs que compareceram ao local do evento. Kang é baseado em Shin-ik Hahm, maestro coreano-americano da vida real.
Vários músicos famosos fizeram participações especiais no drama, incluindo o pianista sul-coreano Dong-Hyek Lim e o violista Richard Yongjae O'Neill.

## Prêmios e indicações
| Ano  | Cerimônia                                                              | Categoria                                   | Indicado(s) / Trabalho        | Resultado   | Ref.          |
| ---- | ---------------------------------------------------------------------- | ------------------------------------------- | ----------------------------- | ----------- | ------------- |
| 2008 | 45º Baeksang Arts Awards                                               | Melhor Drama                                | Beethoven Virus               | Indicado    | [ 8 ]         |
| 2008 | 45º Baeksang Arts Awards                                               | Melhor Diretor                              | Lee Jae-kyoo                  | Indicado    | [ 8 ]         |
| 2008 | 45º Baeksang Arts Awards                                               | Melhor Ator                                 | Kim Myung-min                 | Venceu      | [ 8 ]         |
| 2008 | 45º Baeksang Arts Awards                                               | Melhor Roteiro                              | Hong Jin-ah e Hong Ja-ram     | Indicado    | [ 8 ]         |
| 2008 | 21º Grimae Awards                                                      | Prêmio Especial, categoria Drama            | Song In-hyuk e Hong Sung-wook | Venceu      |               |
| 2008 | Prêmios da Sociedade de Cultura Popular e Mídia da Assembleia Nacional | Drama Mais Popular de 2008                  | Beethoven Virus               | Venceu      |               |
| 2008 | 9º Broadcaster Awards                                                  | Melhor Desempenho em Radiodifusão           | Kim Myung-min                 | Venceu      |               |
| 2008 | 2º Korea Drama Awards                                                  | Grande Prêmio (Daesang)                     | Kim Myung-min                 | Venceu      | [ 9 ]         |
| 2008 | 2º Korea Drama Awards                                                  | Prêmio de Alta Excelência, Ator             | Kim Myung-min                 | Indicado    | [ 9 ]         |
| 2008 | 2º Korea Drama Awards                                                  | Prêmio de Excelência, Ator                  | Jang Keun-suk                 | Indicado    | [ 9 ]         |
| 2008 | 21º Korean Producers and Directors' Awards                             | Melhor Drama                                | Beethoven Virus               | Venceu      |               |
| 2008 | MBC Drama Awards                                                       | Grande Prêmio (Daesang)                     | Kim Myung-min                 | Venceu      | [ 10 ] [ 11 ] |
| 2008 | MBC Drama Awards                                                       | Prêmio de Alta Excelência, Ator             | Kim Myung-min                 | Indicado    | [ 10 ]        |
| 2008 | MBC Drama Awards                                                       | Prêmio de Excelência, Atriz                 | Lee Ji-ah                     | Indicado    | [ 10 ]        |
| 2008 | MBC Drama Awards                                                       | Prêmio de Atuação de Ouro, Ator Coadjuvante | Park Chul-min                 | Venceu      | [ 10 ]        |
| 2008 | MBC Drama Awards                                                       | Prêmio de Atuação de Ouro, Atriz Veterana   | Song Ok-sook                  | Venceu      | [ 10 ]        |
| 2008 | MBC Drama Awards                                                       | Prêmio PD                                   | Lee Soon-jae                  | Venceu      | [ 10 ]        |
| 2008 | MBC Drama Awards                                                       | Melhor Ator Revelação                       | Jang Keun-suk                 | Venceu      | [ 10 ]        |
| 2008 | MBC Drama Awards                                                       | Melhor Atriz Revelação                      | Juni                          | Indicado    | [ 10 ]        |
| 2008 | MBC Drama Awards                                                       | Roteirista(s) do Ano                        | Hong Jin-ah e Hong Ja-ram     | Venceu      | [ 10 ]        |
| 2008 | MBC Drama Awards                                                       | Prêmio Especial, categoria PD               | Lee Jae-kyoo                  | Venceu      | [ 10 ]        |
| 2008 | MBC Drama Awards                                                       | Drama Favorito do Ano do Espectador         | Beethoven Virus               | Venceu      | [ 10 ]        |
| 2009 | 36º Korean Broadcasting Association Awards                             | Melhor Ator                                 | Kim Myung-min                 | Venceu      |               |
| 2009 | 4º Seoul International Drama Awards                                    | Melhor Minissérie                           | Beethoven Virus               | Concorrente | [ 12 ]        |
| 2009 | 4º Seoul International Drama Awards                                    | Melhor Ator                                 | Kim Myung-min                 | Indicado    | [ 12 ]        |
| 2009 | 3º International Drama Festival in Tokyo                               | Prêmio Especial para Programas Estrangeiros | Beethoven Virus               | Venceu      | [ 13 ]        |

## Transmissão internacional
A série foi ao ar nas Filipinas no Q Channel 11 (agora GTV) a partir de 12 de abril de 2010, de segunda a sexta às 14h00 da tarde. Foi ao ar no Japão pela Fuji TV a partir de 1º de fevereiro de 2011, de segunda a sexta, das 14h07 às 15h57.
A série foi transmitida na Tailândia pelo Channel 3 a partir de 21 de julho de 2012, aos sábados e domingos, das 1h30 às 4h.
Ela foi exibida na Indonésia através do B-Channel a partir de 9 de outubro de 2013, toda quarta e quinta-feira, das 19h às 20h.